# Come Together
A Come Together az angol rockzenekar, a The Beatles dala, amelyet ugyan John Lennon írt, de Lennon–McCartney szerzőpáros nevéhez fűződik. A dal az 1969-es Abbey Road album nyitódala. Emellett kislemezként is megjelent a Something-al. Az Egyesült Államokban és Ausztráliában a slágerlisták élére került, valamint az Egyesült Királyságban a 4. helyet érte el.
Több más előadó is feldolgozta, köztük Ike & Tina Turner, Aerosmith, Joe Cocker és Michael Jackson.

## Háttér és keletkezés
1969 elején John Lennon és felesége, Yoko Ono erőszakmentes tiltakozást szervezett a vietnami háború ellen Bed-ins for Peace néven. Májusban, tüntetők Észak-Amerikából meglátogatták Lennont. Köztük volt Timothy Leary amerikai pszichológus, az LSD korai szószólója, akit Lennon csodált. Leary a következő évi választásokon Kalifornia kormányzójává akart indulni, és felkérte Lennont, hogy írjon neki egy kampánydalt a kampány szlogenje alapján: ,,Come Together – Join the Party!" Lennon megígérte, hogy befejezi és felveszi a dalt, és Leary később visszaemlékezett, hogy Lennon kazettát adott neki, de nem léptek kapcsolatba többé.
1969 júliusában, a Beatles Abbey Road albumának tervezése során, Lennon a Leary kampánydalából a „Come together” kifejezést használta, hogy új dalt komponáljon az albumhoz. Az amerikai gitáros, Chuck Berry 1956-os "You Can't Catch Me" című kislemezén alapuló kompozíció egy felpörgetett bluesszámként indult, amely csak kis mértékben változtatta meg Berry eredeti szövegét, a "Here come a flattop / He" was movin' up with me" to "Here come ol' flattop / He come groovin' up slowly". Lennon továbbá beépítette a „shoot me” kifejezést a „Watching Rainbows” című, 1969. januári befejezetlen és kiadatlan dalából.
Amikor Lennon bemutatta a szerzeményt társainak, dalszerző partnere, Paul McCartney észrevette, hogy hasonló a You Can't Catch Me-hez, és azt javasolta, hogy lassítsák le a tempót, hogy csökkentsék a hasonlóságot. A Beatles történésze, Jonathan Gould felvetette, hogy a dalnak csak egyetlen "páriaszerű főhőse" van, Lennon pedig "egy újabb gúnyos önarcképet festett". 1987 decemberében Selina Scottnak a West 57th Street című televíziós műsorban adott interjújában George Harrison kijelentette, hogy ő írta a dal két sorát.